# Owen Hale
Owen Hale (Louisville, SAD, 15. srpnja 1948.) je američki bubnjar. Član sastava Lynyrd Skynyrd bio je od 1994. (kada je zamijenio Mikea Estesa) do 1998. Zamijenio ga je Jeff McAllister.

## Vanjske poveznice
- Owen Hale u internetskoj bazi filmova IMDb-u (engl.)